# Zeuxine weberi
Zeuxine weberi là một loài thực vật có hoa trong họ Lan. Loài này được (Ames) Ames miêu tả khoa học đầu tiên năm 1938.